# Bryan Mendoza
Bryan „Cobra” Mendoza Cruz (ur. 8 września 1997 w Acapulco) – meksykański piłkarz występujący na pozycji skrzydłowego, od 2024 roku zawodnik hiszpańskiego Lugo.